# Amerikai mamut
Az amerikai mamut (Mammuthus columbi) a mamutok egy kihalt faja, amely a pleisztocén-kori Észak-Amerikában élt a mai Egyesült Államok északi államaitól egészen a közép-amerikai Costa Ricá-ig. Mintegy másfél millió éve fejlődött ki a sztyeppei mamutok Észak-Amerikába vándorolt populációiból, később pedig hibridizálódott is a gyapjas mamutokkal. A kaliforniai Channel-szigeteken kialakult egy törpe változata is. Kb. 10 ezer évvel ezelőtt pusztult ki; a gyapjas mamuttal együtt ő volt nemének utolsó képviselője. Ma is élő legközelebbi rokona az ázsiai elefánt.
Marmagassága elérhette a 3,72–4,2 métert, súlya pedig a 9,2–12,5 tonnát, így a legnagyobb mamutfajok közé tartozott. Hosszú, ívelt agyarakkal és összesen négy zápfoggal rendelkezett; utóbbiak az állat élete során öt alkalommal cserélődtek. Hosszú ormányát valószínűleg a mai elefántokhoz hasonlóan használta különféle tárgyak mozgatására, tápláléka letépésére és szájához vitelére, illetve az egymás közti összecsapásokban is. Fagyott vagy mumifikált példánya nem maradt fenn; csontjai, szőre, ürüléke, gyomortartalmának maradványai alapján ismerjük. A nyílt füves-ligetes élőhelyeket kedvelte, tápláléka füvekből, sásokból, lombokból és egyéb növényekből állt. A kontinens északi, hideg vidékein a gyapjas mamut váltotta fel; genetikai vizsgálatok alapján elterjedésük határán kereszteződtek is egymással.
Az amerikai mamutok több ezer évig együtt éltek az Észak-Amerikába Szibériából bevándorló emberekkel. A Clovis-kultúra emberei rendszeresen vadásztak rá, húsát megették, csontjaiból szerszámokat készítettek. Néhány korbeli mamutábrázolás is ismert. Az amerikai mamutok kihalásának oka ismeretlen, feltehetően az éghajlatváltozás, a túlvadászás vagy a kettő kombinációja jelentette végzetét.

## Megjelenése

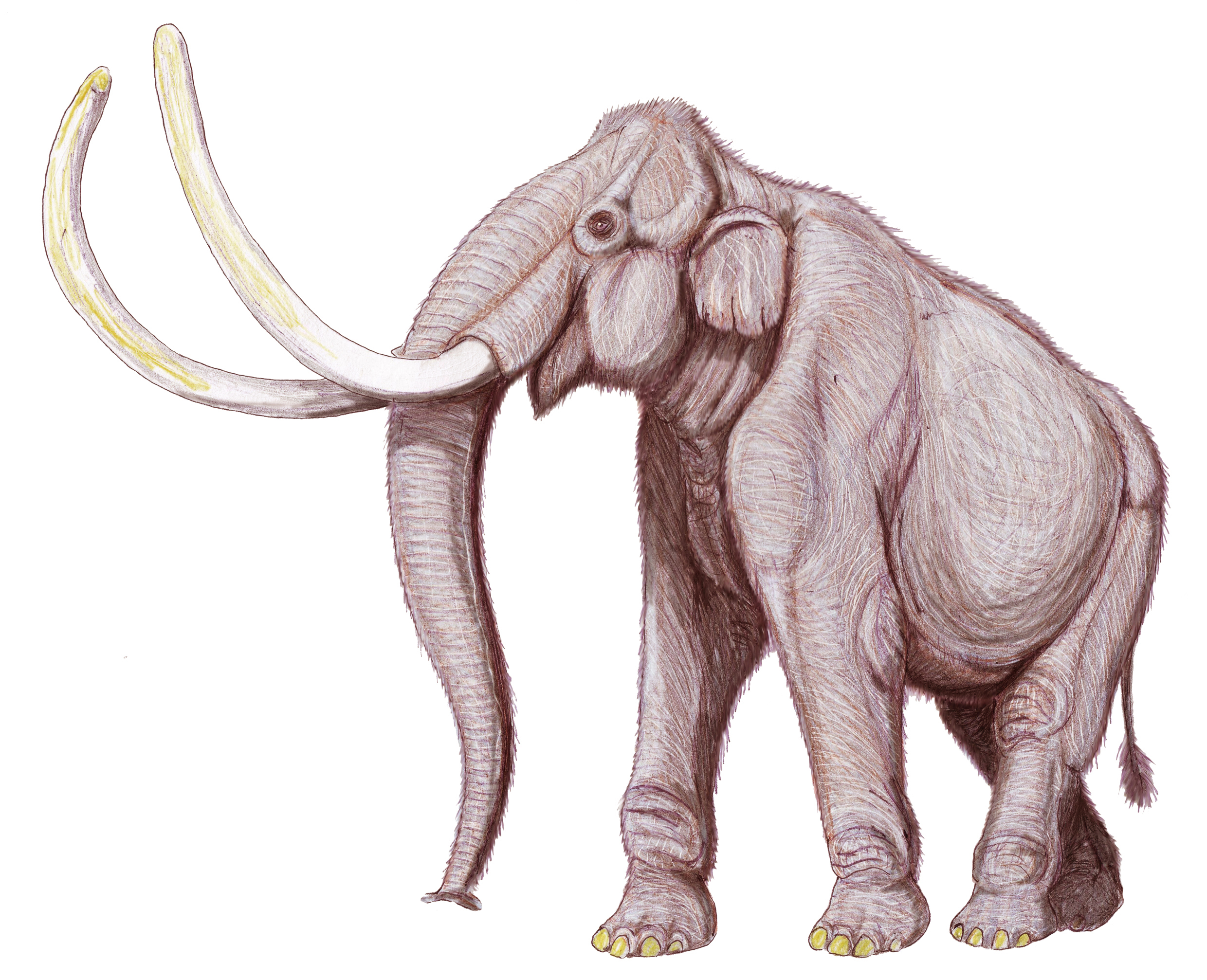
A nebraskai Archie csontváza alapján készült rekonstrukció

Az amerikai mamut marmagassága nagyjából 3,72–4,2 méter volt, súlya pedig elérhette a 9,2–12,5 tonnát. A faj hímjeinek átlag marmagassága 3,75 méter, súlya pedig 9,5 tonna lehetett. Körülbelül akkora volt mint elődei, a déli és a sztyeppei mamutok, vagyis nagyobb a gyapjas mamutnál vagy egy mai afrikai elefántnál (amelyek marmagassága 2,67-3,49 m közötti). A hímek mérete meghaladta a nőstényekét és testfelépítésük is robusztusabb volt (a csontvázak esetében a nemet többnyire a medence alapján állapítják meg; a nőstények esetében a szülőcsatornaként funkcionáló központi üreg mindig szélesebb). A többi mamutfajhoz hasonlóan feje magas volt, egyetlen boltozattal (szemben az ázsiai elefánt kettős boltozatú fejtetőjével); kiemelkedő marja után háta pedig viszonylag meredeken lejtett (ez a forma annak köszönhető, hogy a nyaktól az ágyék felé a csigolyák tüskéi egyre kisebbek). A borjak háta ugyanolyan domború volt, mint az ázsiai elefántok esetében. Jellegzetességei közé tartozik még a rövid és mély arckoponya, valamint az alsó állkapocs lekerekített elülső varrata és a zápfogak síkja fölé emelkedő kampónyúlványa.

Az ember és a különféle mamutfajok (az amerikai mamut kékkel) méretének összehasonlítása

Az amerikai mamut a gyapjas mamuttól alapvetően nagyobb méretével és primitívebb zápfogaival különbözött; de ezenfelül alsó állkapcsának elülső varrata is inkább lefelé hajlott, agyarainak hüvelye a koponyában pedig inkább kifelé irányult. Farkának hossza a mai elefántok és a gyapjas mamuté között volt. Mivel lágy szövetei nem maradtak fenn, külső megjelenése kevésbé ismert, mint a gyapjas mamuté (amelynek fagyott példányaival is rendelkezünk és az ősember megörökítette barlangrajzokon). Melegebb éghajlaton élt, ezért valószínűleg nem rendelkezett olyan szélsőséges hidegtűrő tulajdonságokkal, mint a másik faj hosszú szőrzete és zsírtartalékai. Szőrzetének sűrűsége és eloszlása nem ismert. Utah állam egyik barlangjában megtalálták az ürülékét és valószínűleg a szőrét is; utóbbi durva textúrájú és nagyon hasonlít a gyapjas mamutéra (a barlang túlságosan délen fekszik ahhoz, hogy az utóbbi faj maradványai legyenek benne). A kaliforniai Castroville-ben is találtak amerikai mamutnak tulajdonított, vöröses-narancssárgás színű szőrt.

### Fogazata
Az amerikai mamutnak igen hosszú agyarai (módosult metszőfogai) voltak, amelyek a mai elefántokénál nagyobb mértékben görbültek. Amerikai mamuté volt az eddig ismert leghosszabb, 4,9 méteres mamutagyar, de a faj többi egyede is 3,5-4,12 méteres agyarral büszkélkedhetett. A gyapjas mamutoké sem volt sokkal kisebb, elérhette a 4,2 métert. A nőstények agyara jelentősen rövidebb és vékonyabb volt. Koponyabeli csonthüvelyük az agyar mintegy negyedét foglalták magukba. Az agyarak a tövüktől spirálisan kifelé kezdtek nőni és úgy görbültek vissza, hogy a végeik egymás felé mutattak, sőt néha átkereszteződtek. Így a súlypontjuk közelebb esett a koponyához és kisebb forgatónyomatékot gyakoroltak rá, mintha egyenesek lettek volna. Formájuk igen változatos volt, sokszor aszimmetrikusan nőttek, például ahelyett hogy kifelé görbült volna, lefelé fordult. Az amerikai mamut agyara nem csavarodott annyira, mint a gyapjas mamuté. A borjak hat hónaposan néhány centiméteres "tejagyarakat" növesztettek, amiket egy évvel később váltott fel a végleges agyar. A mamutok agyara egész életük során nőtt (évente 2,5-15 cm-t), de felnőtt korukban már jóval lassabban.
A mamutok négy működőképes zápfoggal rendelkeztek, kettővel a felső és kettővel az alsó állkapocsban. A fogból nagyjából 23 cm a fogmederbe mélyedt és 2,5 cm-nyi állt ki belőle. Ahogyan a zápfog folyamatosan kopott, koronája emelkedett felfelé a fogmederből. Felszínén a fogzománc kopásálló keresztbarázdái biztosították a rágófelületet; ezek száma egyénenként változott. A zápfogak idővel elkoptak és kihulltak, helyükre új fog nőtt; egy mamut élete során ötször váltotta a fogait, amelyek minden váltásnál nagyobbra és barázdáltabbá nőttek. A borjak első zápfogai nagyjából akkorák voltak, mint az emberé: 1,3-cm-esek, a harmadik zápfog elérte a 15 cm-t, míg a hatodik akár 30 cm és 1,8 kg is lehetett.

## Életmódja
Az elefántokhoz hasonlóan a mamutok is ügyesen bántak hosszú, izmos, érzékeny végű ormányukkal; egyaránt használták tárgyak mozgatására vagy a társaikkal való kommunikációban. Egy kifejlett, egészséges mamuttal valószínűleg egyetlen ragadozó sem mert ujjat húzni, de a borjakat, beteg vagy idős példányokat sikerrel támadhatták meg a nagymacskák vagy a falkában vadászó farkasok. Egy texasi barlangban például a kardfogú Homotherium által felhalmozott mamutborjú-csontokat fedeztek fel. A hímek agyaraikat felhasználhatták a territórium vagy a nőstények miatti viták rendezésére. Jókora agyaraikkal megfélemlíthették vetélytársaikat vagy imponálhattak a nőstényeknek. Nebraskában megtalálták két olyan mamut csontvázát, amelyek harc közben összeakadt agyaraik miatt pusztulhattak el. Az összecsapások során üthettek, lökhettek, tolhattak az agyarakkal (ennek során azok gyakran el is törtek), mert ívelt alakjuk miatt a nyársalásra kevéssé voltak alkalmasak.
Egy új-mexikói csontlelet izotópanalízise arra a következtetésre jutott, hogy az állat az év egy részében a 200 km-nyire lévő Sziklás-hegységben tartózkodott, vagyis – feltehetően évszakonként – vándorolt. A kaliforniai tengerpart közelében a kékpalából és tűzkőből álló, a környezetéből meredeken kiemelkedő ún. Mamut-sziklákon annak nyomait találták, hogy régen mamutok vagy masztodonok vakarhatták rajtuk az oldalukat: 3-4 méter magasan, főleg az élek környékén olyan csiszolódásokat fedeztek fel, mint az afrikai elefántok vakaródzókövein. Hasonló sziklákat Texasban és Új-Mexikóban is találtak.
Társas életüket tekintve az amerikai mamutok feltehetően, a mai elefántokhoz hasonló módon, matriarchális csordákban éltek. Ezt a feltételezést alátámasztja, hogy Texasban és Coloradóban olyan leletegyüttest tártak fel, amely csak nőstények és borjak csontjaiból állt. Wacóban például összesen 22 csontvázat találtak; közülük 15 nőstény és borjú egyszerre pusztult el, talán egy hirtelen árvíz következtében. Egyes csontvázak elhelyezkedése azt sugallja, hogy a nőstények védelmezően körbeállták a borjaikat. Egy másik elképzelés szerint az állatok egy súlyos aszály során pusztultak el, egy megmaradt tavacska körül; erre utal hogy több más állat maradványai is megtalálhatók a mamutokkal együtt és hogy dögevők harapásainak nyomai láthatók némely csonton. Ugyanitt egy hímből és hat nőstényből álló csoportot is feltártak; nem tudni hogy ők is ugyanazon esemény során pusztultak-e el valamikor 64-73 ezer évvel ezelőtt, mint az első csorda. Egy arizonai lelőhelyen az egyik mamutcsontvázhoz nyomok vezetnek; vagy az elpusztult állaté vagy egy másik mamuté, amelyik a mai elefántokhoz hasonlóan őrizte egy ideig társa tetemét.
A mamutcsontvázakat sokszor csoportosan, ún. "elefánttemetőkben" (régen tévesen azt hitték, hogy az öreg elefántok egy helyre vándorolnak meghalni) találják. Ezeket a csontokat a folyók árja sodorhatta össze hosszú idő (akár több ezer év) alatt megfulladt, vagy az iszapban csapdába esett állatok maradványaiból. Katasztrófák – pl. árvíz – több állattal is végezhettek egyszerre. A mexikói Texcocóban pl. hét olyan mamut csontjait ásták aki, amelyeket 12500 évvel ezelőtt vulkanikus sárlavina temetett el. 
A mamutcsordák létszáma nem ismert, de valószínűleg függött az évszaktól és a terület eltartóképességétől. Az elefántok néha nagy, több családot magába foglaló csapatokba verődnek, sőt olykor több ezren vándorolnak együtt. Feltehetőleg a mamutok nagyobb csordákat alkottak az elefántoknál, mert a nyílt vidéken élő állatok hajlamosabbak csapatba verődni az erdei állatoknál. 

### Csapdába esett mamutok
Számos mamut víznyelőkben vagy természetes kátránytavakban esett csapdába. Dél-Dakotában egy 26 ezer éves víznyelőt tártak fel, amely 300-700 éven át működött, majd feltöltötte az üledék. Ebben legalább 55 (a feltárással még nem végeztek teljesen) mamutcsontvázat találtak, amelyek egy kivételével hímekhez tartoztak. Az állatok valószínűleg nem egyszerre pusztultak el, maradványaik hosszú idő alatt halmozódtak fel. A hím mamutok az elefántbikákhoz hasonlóan feltehetően magányosan éltek és a nőstényeknél hajlamosabbak voltak kockázatos helyzetekbe belemenni. A víznyelőből talán inni akartak vagy a dús növényzet vonzotta oda őket, majd belecsúsztak és megfulladtak. Agyaraik növekedési gyűrűinek vizsgálata szerint többnyire tavasszal vagy nyáron pusztultak el. A víznyelő iszapjának rétegeiben megmaradtak a kétségbeesetten kapálózó állatok nyomai.

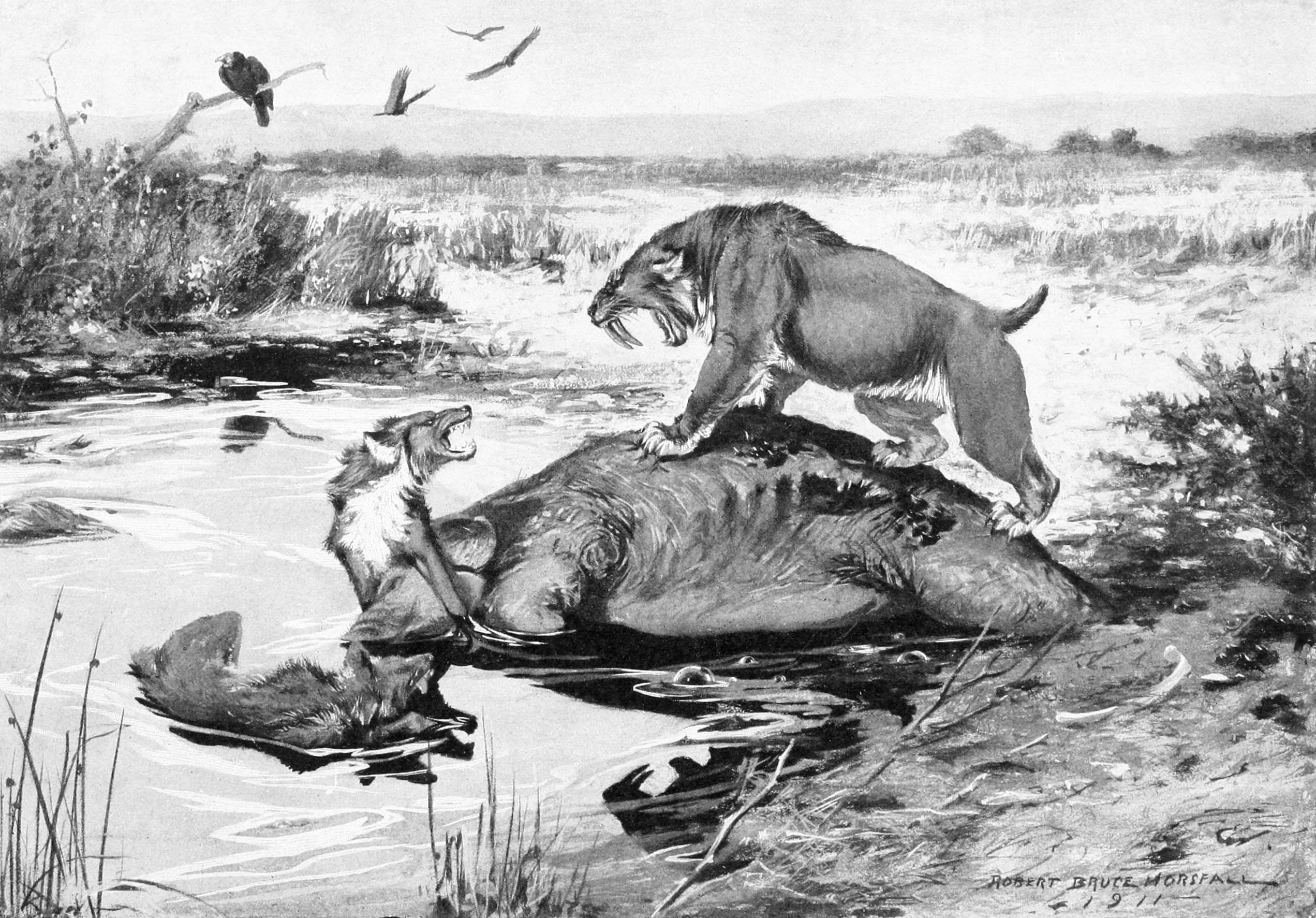
Kardfogú tigris és óriásfarkas vetélkedik a kátránytóba fulladt mamutért (1911-es rajz)

A híres Los Angeles-i La Brea kátránytavakból a 20. század eleje óta mintegy 100 tonnányi, 600 fajhoz tartozó őskori állati és növényi maradványt termeltek ki; köztük néhány amerikai mamutét is. A föld alatti kőolaj itt 40 ezer évvel ezelőtt felszivárgott a felszínre és besűrűsödve természetes kátránytavakat hozott létre, amelyek felületét a lehullott levelek és a por észrevehetetlenné tették. A gyanútlan állatok beleragadtak a kátrányba, vergődésükkel odavonzva a környék ragadozóit, amelyek aztán szintén csapdába estek. La Breában igen sok a ragadozócsont, főleg a nagymacskáké és nagy termetű kutyaféléké. A kátrány nem őrizte meg a lágy szöveteket és a csontok DNS-tartalmát is roncsolhatta; legalábbis a mamutcsontokból nem sikerült használható DNS-t izolálni.
Mexikóváros egyik repülőtere mellett mintegy 200 mamut (valamint néhány ló és teve) csontjait tárták fel. Az állatok egy 10-20 ezer éves tó mocsaras partjainál eshettek csapdába az iszapban és a közelben talált kőeszközökből ítélve utána emberek darabolhatták fel a tetemeiket. Lehetséges hogy eleve az emberek hajtották bele a mocsárba a mamutokat, mert innen néhány kilométerre gödörcsapdákat is találtak.

### Étrendje
Egy kifejlett amerikai mamutnak naponta több mint 180 kg táplálékra volt szüksége és akár napi 20 órán át is legelt. Erőteljes állkapocsizmai segítségével előremozdította alsó állkapcsát és egyúttal bezárta a száját, majd hátrahúzta az állkapcsot és szája kinyílt. Az előre-hátramozgás közben az éles, keresztirányú zománcbordák megőrölték a füvet. Fogzománca igen ellenálló volt, amire azért is szükség volt, mert a táplálék gyakran tartalmazott köves törmeléket, homokot. Ormányukkal letéphették a nagyobb fűcsomókat, letörhették a fák és bokrok ágait, agyaraikkal kiáshatták a gyökereket vagy letéphették a fakérget. Túrásra utalnak a csiszolódási nyomok az agyarak alsó, földhöz közeli ívén. A mai Mexikó és Egyesült Államok területén talált csontok izotópvizsgálatából kiderült, hogy táplálékuk a helyszín vegetációjától függően egyaránt tartalmazott C3 (idetartozik a legtöbb zöld növény) és C4 (füvek, sások) típusú növényeket.
A gyapjas mamuttól eltérően fagyott példányok nem állnak rendelkezésre, így a gyomortartalom sem ismert, bár a Utah államban talált ún. "Huntington-mamut" medencéje és bordái között növénymaradványokat találtak; mikroszkópos vizsgálattal ezek sások, füvek, fenyőgallyak, valamint tölgy- és juharlevelek megrágott darabjainak bizonyultak. Két száraz utahi barlangban 16 és 13,5 ezer éves elefántürülékre bukkantak, amelyek valószínűleg amerikai mamuttól származnak. Ez döntő többségében füvek és sások, kisebb mértékben cserjék és fák leveleinek, ágainak maradványaiból tevődött össze. Ennek alapján az amerikai mamut étrendje hasonlított a gyapjas mamutéra, csak több volt benne a bokrokról, fákról származó lomb és gally. Az ürülékréteg egyébként 41 cm magasan borította a barlang padlóját, térfogata elérte a 227 m3-t. Benne 20 cm-es átmérőjű, összerágott ágakból álló golyókat találtak. Tekintve, hogy afrikai elefánt naponta 90-135 kg-nyi ürüléket produkál, a barlangbeli mennyiség egy viszonylag kis mamutcsapat terméke lehetett, nem túl hosszú idő leforgása alatt.
Egyes észak-amerikai fáknak (mint az amerikai vasfa, a lepényfa, a pawpaw vagy a narancseper) olyan nagy termése van, amit az őshonos állatok nem, vagy csak nehezen tudnak megenni és nem tudják terjeszteni a magvait (ezt a feladatot ma nagyrészt a betelepített lovak és tehenek végzik). Feltételezik, hogy eredetileg ezek a termések a kihalt észak-amerikai megafauna (beleértve az amerikai mamutot) számára fejlődtek ki ilyen nagyra.

### Életciklusuk
Úgy feltételezik, hogy az amerikai mamutok élettartama 80 év körül lehetett. Az emlősök élettartama a méretüktől függ, az amerikai mamut pedig nagyobb volt a kb. 60 évig élő mai elefántoknál. A mamutok korát nagyjából meg lehet becsülni az agyaruk keresztmetszetén látható növekedési gyűrűk számából. A nagyobb gyűrűvonalak egy évet jelentenek, amik között vékonyabb heti vagy akár napi vonalak figyelhetők meg. Mivel a sötétebb sávok a nyarat jelentik, ez alapján meghatározható, milyen évszakban pusztult el az állat. Táplálékhiányos időszakban (pl. télen) az agyar növekedése lelassult, akárcsak betegség idején vagy amikor a hímek egyedül kóboroltak (az elefántok esetében a hímek csak tíz éves korukig élnek a csordával).
A többi elefántféléhez hasonlóan a mamutok az ivarérettség elérését követően is tovább nőttek. Végtagcsontjaik alapján megállapítható, hogy a hímek 40, a nőstények 25 éves korukban érték el végleges méretüket. Vemhességi idejük az elefántokhoz hasonlóan 21-22 hónapig tarthatott. Zápfogaik életük során ötször cserélődtek. Első fogaik 18 hónapos korukra teljesen elkopott, ezért 6-12 hónaposan elkezdett kinőni a második sorozat. A harmadik zápfog tíz éves koráig tartott ki, az utolsó, hatodik pedig nagyjából 30 évesen jött elő. Ha ez is elkopott, az állat nem tudta többé megrágni a táplálékát és éhen halt.
Az öregkorában elpusztult ún. Huntington-mamut csontjain látszottak az ízületi gyulladások jelei. Négy ágyékcsigolyája összenőtt, egyes csontjain pedig bakteriális fertőzés (csontvelőgyulladás) nyomai fedezhetők fel. Állapota alapján igen idősen, éhezve pusztulhatott el.

## Elterjedése és élőhelye

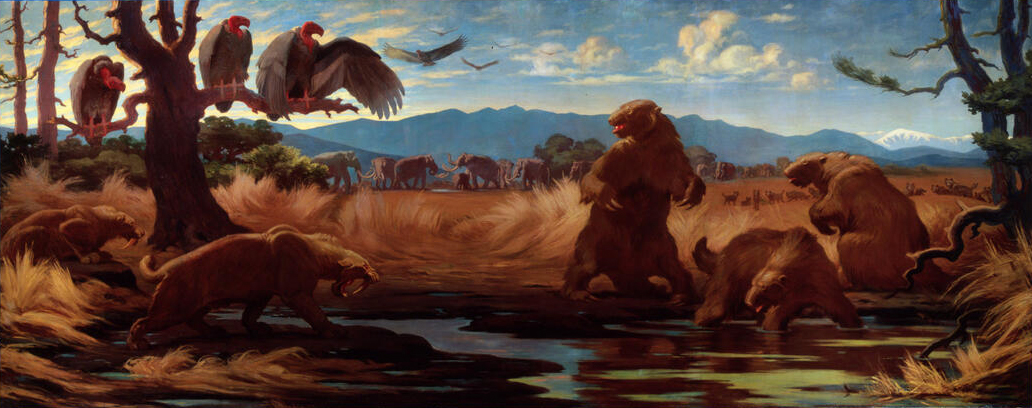
Életkép a La Brea-kátránytavaknál (a háttérben mamutcsorda) (1921-es rajz)

Az amerikai mamutok Észak-Amerika középső és déli vidékeit népesítették be az USA északi államaitól egészen Costa Ricá-ig. Ezen a jókora területen jóval változatosabb környezeti viszonyok uralkodtak, mint a gyapjas mamutok által lakott északi tundrasztyeppen. Az amerikai mamutok egyaránt megéltek a prériken, szavannákon, erdős-ligetes területeken, sőt – bár az erdőket valószínűleg kerülték – az erdőszélek és tisztások is kedvező körülményeket nyújtottak számukra. Velük együtt olyan nagytestű emlősök éltek, mint a páncélos óriástatuk, a kardfogú tigrisek, óriáslajhárok, őstevék, masztodonok, vadlovak és bölények. Északon a gyapjas mamutok váltották fel őket. Néhány helyen az amerikai és gyapjas mamutok maradványai egymás mellett fordulnak elő, de nem tudjuk hogy tényleges együtt is éltek vagy csak felváltották egymást az éghajlat változásával. A kihalt észak-amerikai ormányosok közül a Stegomastodon mirificus és Cuvieronius tropicus élt együtt az amerikai mamuttal.

## Osztályozása

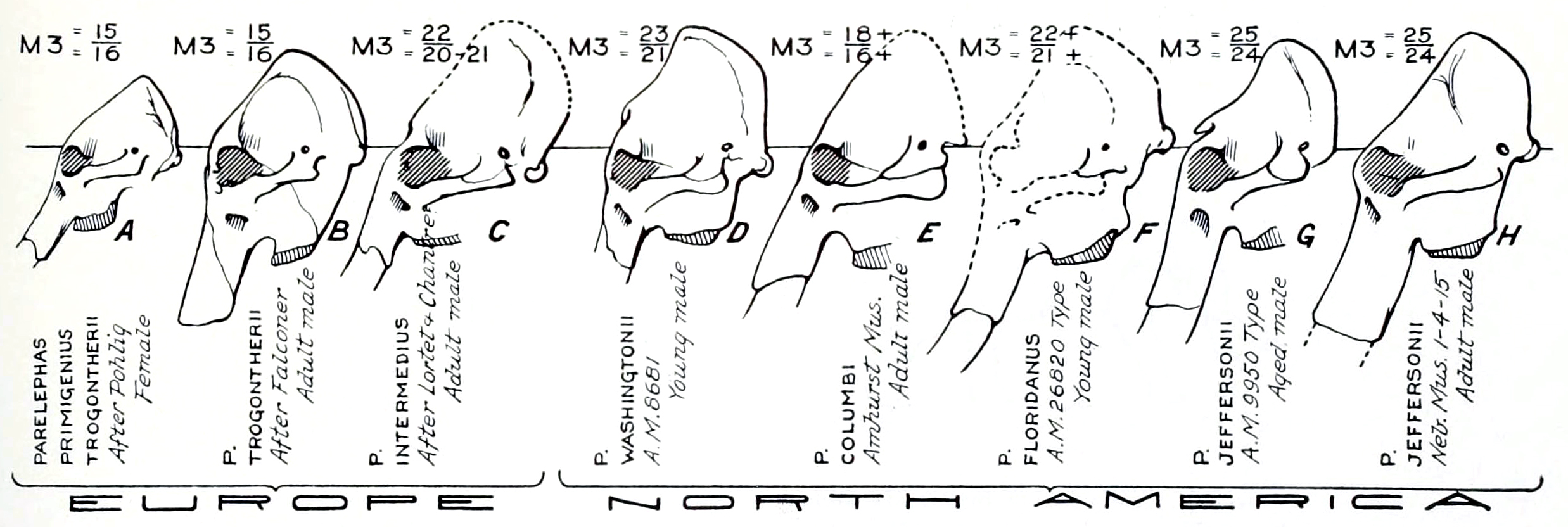
Henry Osborn diagramja a mamutok evolúciójáról

Az amerikai mamut tudományos leírását a skót Hugh Falconer adta meg 1857-ben, aki az Elephas columbi (Kolumbusz elefántja) nevet adta a fajnak. Falconer a neves geológustól, Charles Lyelltől kapott egy mamutfogat még 1846-ban, aki pedig az USA Georgia államában találta azt nyolc évvel korábban. Az észak-amerikai mamutmaradványokat akkoriban még a gyapjas mamutnak tulajdonították. Falconer megállapította, hogy egy különálló fajról van szó és eredményének alátámasztására megvizsgálta a fog belső szerkezetét, valamint Mexikóból is kapott további zápfogakat.
A 20. század első felében a kihalt elefántfélék taxonómiája kezdett túlbonyolítottá válni. Az amerikai Henry Fairfield Osborn 1942-es monográfiájában számos új genust igyekezett elfogadtatni, mint pl. az Archidiskodon, Metarchidiskodon, Parelephas vagy Mammonteus. Az 1970-es évektől a hasonló túlburjánzásokat megnyesegették és valamennyi mamutfajt a Mammuthus nembe rakták vissza, számos új "fajt" pedig fajon belüli variációként hagytak jóvá. 2003-ban az addig fejleményket összegezve arra a következtetésre jutottak, hogy Észak-Amerikában csak két mamutfaj volt őshonos (az amerikai és a törpe mamut), az addig önálló fajnak tekintett M. imperator és M. jeffersoni csak az előbbi szinonimái.

### Evolúciója
Az ormányosok rendjének első képviselői mintegy 55 millió évvel ezelőtt fejlődtek ki a Tethys-óceán partján. Legközelebbi mai rokonaik a tengeri tehenek és a szirtiborzok. Az elefántfélék családja (ahová a mai elefántok és a mamutok is tartoznak) 6 millió éve jelentek meg Afrikában. A némileg félreérthető módon Mammut tudományos névvel illetett masztodonok csak távoli rokonai a mamutoknak és 25 millió évvel korábban elváltak a mamutok őseitől. A mamutok legközelebbi mai rokona az ázsiai elefánt. A lenti ábra az ormányosok rokonsági viszonyait mutatja be a nyelvcsont formája alapján:
|             | †Palaeoloxodon (őselefántok)                                                        |
|             |                                                                                     |
| Elephantina | \| \| Elephas (ázsiai elefántok) \| \| \| \| \| \| †Mammuthus (mamutok) \| \| \| \| |
|             | \| \| Elephas (ázsiai elefántok) \| \| \| \| \| \| †Mammuthus (mamutok) \| \| \| \| |
|             | Elephas (ázsiai elefántok)                                                          |
|             |                                                                                     |
|             | †Mammuthus (mamutok)                                                                |
|             |                                                                                     |

|  | Elephas (ázsiai elefántok) |
|  |                            |
|  | †Mammuthus (mamutok)       |
|  |                            |

|             | †Palaeoloxodon (őselefántok)                                                        |
|             |                                                                                     |
| Elephantina | \| \| Elephas (ázsiai elefántok) \| \| \| \| \| \| †Mammuthus (mamutok) \| \| \| \| |
|             | \| \| Elephas (ázsiai elefántok) \| \| \| \| \| \| †Mammuthus (mamutok) \| \| \| \| |
|             | Elephas (ázsiai elefántok)                                                          |
|             |                                                                                     |
|             | †Mammuthus (mamutok)                                                                |
|             |                                                                                     |

|  | Elephas (ázsiai elefántok) |
|  |                            |
|  | †Mammuthus (mamutok)       |
|  |                            |

|             | †Palaeoloxodon (őselefántok)                                                        |
|             |                                                                                     |
| Elephantina | \| \| Elephas (ázsiai elefántok) \| \| \| \| \| \| †Mammuthus (mamutok) \| \| \| \| |
|             | \| \| Elephas (ázsiai elefántok) \| \| \| \| \| \| †Mammuthus (mamutok) \| \| \| \| |
|             | Elephas (ázsiai elefántok)                                                          |
|             |                                                                                     |
|             | †Mammuthus (mamutok)                                                                |
|             |                                                                                     |

|  | Elephas (ázsiai elefántok) |
|  |                            |
|  | †Mammuthus (mamutok)       |
|  |                            |

|             | †Palaeoloxodon (őselefántok)                                                        |
|             |                                                                                     |
| Elephantina | \| \| Elephas (ázsiai elefántok) \| \| \| \| \| \| †Mammuthus (mamutok) \| \| \| \| |
|             | \| \| Elephas (ázsiai elefántok) \| \| \| \| \| \| †Mammuthus (mamutok) \| \| \| \| |
|             | Elephas (ázsiai elefántok)                                                          |
|             |                                                                                     |
|             | †Mammuthus (mamutok)                                                                |
|             |                                                                                     |

|  | Elephas (ázsiai elefántok) |
|  |                            |
|  | †Mammuthus (mamutok)       |
|  |                            |

|             | †Palaeoloxodon (őselefántok)                                                        |
|             |                                                                                     |
| Elephantina | \| \| Elephas (ázsiai elefántok) \| \| \| \| \| \| †Mammuthus (mamutok) \| \| \| \| |
|             | \| \| Elephas (ázsiai elefántok) \| \| \| \| \| \| †Mammuthus (mamutok) \| \| \| \| |
|             | Elephas (ázsiai elefántok)                                                          |
|             |                                                                                     |
|             | †Mammuthus (mamutok)                                                                |
|             |                                                                                     |

|  | Elephas (ázsiai elefántok) |
|  |                            |
|  | †Mammuthus (mamutok)       |
|  |                            |

|             | †Palaeoloxodon (őselefántok)                                                        |
|             |                                                                                     |
| Elephantina | \| \| Elephas (ázsiai elefántok) \| \| \| \| \| \| †Mammuthus (mamutok) \| \| \| \| |
|             | \| \| Elephas (ázsiai elefántok) \| \| \| \| \| \| †Mammuthus (mamutok) \| \| \| \| |
|             | Elephas (ázsiai elefántok)                                                          |
|             |                                                                                     |
|             | †Mammuthus (mamutok)                                                                |
|             |                                                                                     |

|  | Elephas (ázsiai elefántok) |
|  |                            |
|  | †Mammuthus (mamutok)       |
|  |                            |

|             | †Palaeoloxodon (őselefántok)                                                        |
|             |                                                                                     |
| Elephantina | \| \| Elephas (ázsiai elefántok) \| \| \| \| \| \| †Mammuthus (mamutok) \| \| \| \| |
|             | \| \| Elephas (ázsiai elefántok) \| \| \| \| \| \| †Mammuthus (mamutok) \| \| \| \| |
|             | Elephas (ázsiai elefántok)                                                          |
|             |                                                                                     |
|             | †Mammuthus (mamutok)                                                                |
|             |                                                                                     |

|  | Elephas (ázsiai elefántok) |
|  |                            |
|  | †Mammuthus (mamutok)       |
|  |                            |

|             | †Palaeoloxodon (őselefántok)                                                        |
|             |                                                                                     |
| Elephantina | \| \| Elephas (ázsiai elefántok) \| \| \| \| \| \| †Mammuthus (mamutok) \| \| \| \| |
|             | \| \| Elephas (ázsiai elefántok) \| \| \| \| \| \| †Mammuthus (mamutok) \| \| \| \| |
|             | Elephas (ázsiai elefántok)                                                          |
|             |                                                                                     |
|             | †Mammuthus (mamutok)                                                                |
|             |                                                                                     |

|  | Elephas (ázsiai elefántok) |
|  |                            |
|  | †Mammuthus (mamutok)       |
|  |                            |

|             | †Palaeoloxodon (őselefántok)                                                        |
|             |                                                                                     |
| Elephantina | \| \| Elephas (ázsiai elefántok) \| \| \| \| \| \| †Mammuthus (mamutok) \| \| \| \| |
|             | \| \| Elephas (ázsiai elefántok) \| \| \| \| \| \| †Mammuthus (mamutok) \| \| \| \| |
|             | Elephas (ázsiai elefántok)                                                          |
|             |                                                                                     |
|             | †Mammuthus (mamutok)                                                                |
|             |                                                                                     |

|  | Elephas (ázsiai elefántok) |
|  |                            |
|  | †Mammuthus (mamutok)       |
|  |                            |

|             | †Palaeoloxodon (őselefántok)                                                        |
|             |                                                                                     |
| Elephantina | \| \| Elephas (ázsiai elefántok) \| \| \| \| \| \| †Mammuthus (mamutok) \| \| \| \| |
|             | \| \| Elephas (ázsiai elefántok) \| \| \| \| \| \| †Mammuthus (mamutok) \| \| \| \| |
|             | Elephas (ázsiai elefántok)                                                          |
|             |                                                                                     |
|             | †Mammuthus (mamutok)                                                                |
|             |                                                                                     |

|  | Elephas (ázsiai elefántok) |
|  |                            |
|  | †Mammuthus (mamutok)       |
|  |                            |

|             | †Palaeoloxodon (őselefántok)                                                        |
|             |                                                                                     |
| Elephantina | \| \| Elephas (ázsiai elefántok) \| \| \| \| \| \| †Mammuthus (mamutok) \| \| \| \| |
|             | \| \| Elephas (ázsiai elefántok) \| \| \| \| \| \| †Mammuthus (mamutok) \| \| \| \| |
|             | Elephas (ázsiai elefántok)                                                          |
|             |                                                                                     |
|             | †Mammuthus (mamutok)                                                                |
|             |                                                                                     |

|  | Elephas (ázsiai elefántok) |
|  |                            |
|  | †Mammuthus (mamutok)       |
|  |                            |

|             | †Palaeoloxodon (őselefántok)                                                        |
|             |                                                                                     |
| Elephantina | \| \| Elephas (ázsiai elefántok) \| \| \| \| \| \| †Mammuthus (mamutok) \| \| \| \| |
|             | \| \| Elephas (ázsiai elefántok) \| \| \| \| \| \| †Mammuthus (mamutok) \| \| \| \| |
|             | Elephas (ázsiai elefántok)                                                          |
|             |                                                                                     |
|             | †Mammuthus (mamutok)                                                                |
|             |                                                                                     |

|  | Elephas (ázsiai elefántok) |
|  |                            |
|  | †Mammuthus (mamutok)       |
|  |                            |

|             | †Palaeoloxodon (őselefántok)                                                        |
|             |                                                                                     |
| Elephantina | \| \| Elephas (ázsiai elefántok) \| \| \| \| \| \| †Mammuthus (mamutok) \| \| \| \| |
|             | \| \| Elephas (ázsiai elefántok) \| \| \| \| \| \| †Mammuthus (mamutok) \| \| \| \| |
|             | Elephas (ázsiai elefántok)                                                          |
|             |                                                                                     |
|             | †Mammuthus (mamutok)                                                                |
|             |                                                                                     |

|  | Elephas (ázsiai elefántok) |
|  |                            |
|  | †Mammuthus (mamutok)       |
|  |                            |

|             | †Palaeoloxodon (őselefántok)                                                        |
|             |                                                                                     |
| Elephantina | \| \| Elephas (ázsiai elefántok) \| \| \| \| \| \| †Mammuthus (mamutok) \| \| \| \| |
|             | \| \| Elephas (ázsiai elefántok) \| \| \| \| \| \| †Mammuthus (mamutok) \| \| \| \| |
|             | Elephas (ázsiai elefántok)                                                          |
|             |                                                                                     |
|             | †Mammuthus (mamutok)                                                                |
|             |                                                                                     |

|  | Elephas (ázsiai elefántok) |
|  |                            |
|  | †Mammuthus (mamutok)       |
|  |                            |

|             | †Palaeoloxodon (őselefántok)                                                        |
|             |                                                                                     |
| Elephantina | \| \| Elephas (ázsiai elefántok) \| \| \| \| \| \| †Mammuthus (mamutok) \| \| \| \| |
|             | \| \| Elephas (ázsiai elefántok) \| \| \| \| \| \| †Mammuthus (mamutok) \| \| \| \| |
|             | Elephas (ázsiai elefántok)                                                          |
|             |                                                                                     |
|             | †Mammuthus (mamutok)                                                                |
|             |                                                                                     |

|  | Elephas (ázsiai elefántok) |
|  |                            |
|  | †Mammuthus (mamutok)       |
|  |                            |

|             | †Palaeoloxodon (őselefántok)                                                        |
|             |                                                                                     |
| Elephantina | \| \| Elephas (ázsiai elefántok) \| \| \| \| \| \| †Mammuthus (mamutok) \| \| \| \| |
|             | \| \| Elephas (ázsiai elefántok) \| \| \| \| \| \| †Mammuthus (mamutok) \| \| \| \| |
|             | Elephas (ázsiai elefántok)                                                          |
|             |                                                                                     |
|             | †Mammuthus (mamutok)                                                                |
|             |                                                                                     |

|  | Elephas (ázsiai elefántok) |
|  |                            |
|  | †Mammuthus (mamutok)       |
|  |                            |

|             | †Palaeoloxodon (őselefántok)                                                        |
|             |                                                                                     |
| Elephantina | \| \| Elephas (ázsiai elefántok) \| \| \| \| \| \| †Mammuthus (mamutok) \| \| \| \| |
|             | \| \| Elephas (ázsiai elefántok) \| \| \| \| \| \| †Mammuthus (mamutok) \| \| \| \| |
|             | Elephas (ázsiai elefántok)                                                          |
|             |                                                                                     |
|             | †Mammuthus (mamutok)                                                                |
|             |                                                                                     |

|  | Elephas (ázsiai elefántok) |
|  |                            |
|  | †Mammuthus (mamutok)       |
|  |                            |

|             | †Palaeoloxodon (őselefántok)                                                        |
|             |                                                                                     |
| Elephantina | \| \| Elephas (ázsiai elefántok) \| \| \| \| \| \| †Mammuthus (mamutok) \| \| \| \| |
|             | \| \| Elephas (ázsiai elefántok) \| \| \| \| \| \| †Mammuthus (mamutok) \| \| \| \| |
|             | Elephas (ázsiai elefántok)                                                          |
|             |                                                                                     |
|             | †Mammuthus (mamutok)                                                                |
|             |                                                                                     |

|  | Elephas (ázsiai elefántok) |
|  |                            |
|  | †Mammuthus (mamutok)       |
|  |                            |

|             | †Palaeoloxodon (őselefántok)                                                        |
|             |                                                                                     |
| Elephantina | \| \| Elephas (ázsiai elefántok) \| \| \| \| \| \| †Mammuthus (mamutok) \| \| \| \| |
|             | \| \| Elephas (ázsiai elefántok) \| \| \| \| \| \| †Mammuthus (mamutok) \| \| \| \| |
|             | Elephas (ázsiai elefántok)                                                          |
|             |                                                                                     |
|             | †Mammuthus (mamutok)                                                                |
|             |                                                                                     |

|  | Elephas (ázsiai elefántok) |
|  |                            |
|  | †Mammuthus (mamutok)       |
|  |                            |

|             | †Palaeoloxodon (őselefántok)                                                        |
|             |                                                                                     |
| Elephantina | \| \| Elephas (ázsiai elefántok) \| \| \| \| \| \| †Mammuthus (mamutok) \| \| \| \| |
|             | \| \| Elephas (ázsiai elefántok) \| \| \| \| \| \| †Mammuthus (mamutok) \| \| \| \| |
|             | Elephas (ázsiai elefántok)                                                          |
|             |                                                                                     |
|             | †Mammuthus (mamutok)                                                                |
|             |                                                                                     |

|  | Elephas (ázsiai elefántok) |
|  |                            |
|  | †Mammuthus (mamutok)       |
|  |                            |

|             | †Palaeoloxodon (őselefántok)                                                        |
|             |                                                                                     |
| Elephantina | \| \| Elephas (ázsiai elefántok) \| \| \| \| \| \| †Mammuthus (mamutok) \| \| \| \| |
|             | \| \| Elephas (ázsiai elefántok) \| \| \| \| \| \| †Mammuthus (mamutok) \| \| \| \| |
|             | Elephas (ázsiai elefántok)                                                          |
|             |                                                                                     |
|             | †Mammuthus (mamutok)                                                                |
|             |                                                                                     |

|  | Elephas (ázsiai elefántok) |
|  |                            |
|  | †Mammuthus (mamutok)       |
|  |                            |

|             | †Palaeoloxodon (őselefántok)                                                        |
|             |                                                                                     |
| Elephantina | \| \| Elephas (ázsiai elefántok) \| \| \| \| \| \| †Mammuthus (mamutok) \| \| \| \| |
|             | \| \| Elephas (ázsiai elefántok) \| \| \| \| \| \| †Mammuthus (mamutok) \| \| \| \| |
|             | Elephas (ázsiai elefántok)                                                          |
|             |                                                                                     |
|             | †Mammuthus (mamutok)                                                                |
|             |                                                                                     |

|  | Elephas (ázsiai elefántok) |
|  |                            |
|  | †Mammuthus (mamutok)       |
|  |                            |

|             | †Palaeoloxodon (őselefántok)                                                        |
|             |                                                                                     |
| Elephantina | \| \| Elephas (ázsiai elefántok) \| \| \| \| \| \| †Mammuthus (mamutok) \| \| \| \| |
|             | \| \| Elephas (ázsiai elefántok) \| \| \| \| \| \| †Mammuthus (mamutok) \| \| \| \| |
|             | Elephas (ázsiai elefántok)                                                          |
|             |                                                                                     |
|             | †Mammuthus (mamutok)                                                                |
|             |                                                                                     |

|  | Elephas (ázsiai elefántok) |
|  |                            |
|  | †Mammuthus (mamutok)       |
|  |                            |

|             | †Palaeoloxodon (őselefántok)                                                        |
|             |                                                                                     |
| Elephantina | \| \| Elephas (ázsiai elefántok) \| \| \| \| \| \| †Mammuthus (mamutok) \| \| \| \| |
|             | \| \| Elephas (ázsiai elefántok) \| \| \| \| \| \| †Mammuthus (mamutok) \| \| \| \| |
|             | Elephas (ázsiai elefántok)                                                          |
|             |                                                                                     |
|             | †Mammuthus (mamutok)                                                                |
|             |                                                                                     |

|  | Elephas (ázsiai elefántok) |
|  |                            |
|  | †Mammuthus (mamutok)       |
|  |                            |

|             | †Palaeoloxodon (őselefántok)                                                        |
|             |                                                                                     |
| Elephantina | \| \| Elephas (ázsiai elefántok) \| \| \| \| \| \| †Mammuthus (mamutok) \| \| \| \| |
|             | \| \| Elephas (ázsiai elefántok) \| \| \| \| \| \| †Mammuthus (mamutok) \| \| \| \| |
|             | Elephas (ázsiai elefántok)                                                          |
|             |                                                                                     |
|             | †Mammuthus (mamutok)                                                                |
|             |                                                                                     |

|  | Elephas (ázsiai elefántok) |
|  |                            |
|  | †Mammuthus (mamutok)       |
|  |                            |

|             | †Palaeoloxodon (őselefántok)                                                        |
|             |                                                                                     |
| Elephantina | \| \| Elephas (ázsiai elefántok) \| \| \| \| \| \| †Mammuthus (mamutok) \| \| \| \| |
|             | \| \| Elephas (ázsiai elefántok) \| \| \| \| \| \| †Mammuthus (mamutok) \| \| \| \| |
|             | Elephas (ázsiai elefántok)                                                          |
|             |                                                                                     |
|             | †Mammuthus (mamutok)                                                                |
|             |                                                                                     |

|  | Elephas (ázsiai elefántok) |
|  |                            |
|  | †Mammuthus (mamutok)       |
|  |                            |

|             | †Palaeoloxodon (őselefántok)                                                        |
|             |                                                                                     |
| Elephantina | \| \| Elephas (ázsiai elefántok) \| \| \| \| \| \| †Mammuthus (mamutok) \| \| \| \| |
|             | \| \| Elephas (ázsiai elefántok) \| \| \| \| \| \| †Mammuthus (mamutok) \| \| \| \| |
|             | Elephas (ázsiai elefántok)                                                          |
|             |                                                                                     |
|             | †Mammuthus (mamutok)                                                                |
|             |                                                                                     |

|  | Elephas (ázsiai elefántok) |
|  |                            |
|  | †Mammuthus (mamutok)       |
|  |                            |

|             | †Palaeoloxodon (őselefántok)                                                        |
|             |                                                                                     |
| Elephantina | \| \| Elephas (ázsiai elefántok) \| \| \| \| \| \| †Mammuthus (mamutok) \| \| \| \| |
|             | \| \| Elephas (ázsiai elefántok) \| \| \| \| \| \| †Mammuthus (mamutok) \| \| \| \| |
|             | Elephas (ázsiai elefántok)                                                          |
|             |                                                                                     |
|             | †Mammuthus (mamutok)                                                                |
|             |                                                                                     |

|  | Elephas (ázsiai elefántok) |
|  |                            |
|  | †Mammuthus (mamutok)       |
|  |                            |

|             | †Palaeoloxodon (őselefántok)                                                        |
|             |                                                                                     |
| Elephantina | \| \| Elephas (ázsiai elefántok) \| \| \| \| \| \| †Mammuthus (mamutok) \| \| \| \| |
|             | \| \| Elephas (ázsiai elefántok) \| \| \| \| \| \| †Mammuthus (mamutok) \| \| \| \| |
|             | Elephas (ázsiai elefántok)                                                          |
|             |                                                                                     |
|             | †Mammuthus (mamutok)                                                                |
|             |                                                                                     |

|  | Elephas (ázsiai elefántok) |
|  |                            |
|  | †Mammuthus (mamutok)       |
|  |                            |

|             | †Palaeoloxodon (őselefántok)                                                        |
|             |                                                                                     |
| Elephantina | \| \| Elephas (ázsiai elefántok) \| \| \| \| \| \| †Mammuthus (mamutok) \| \| \| \| |
|             | \| \| Elephas (ázsiai elefántok) \| \| \| \| \| \| †Mammuthus (mamutok) \| \| \| \| |
|             | Elephas (ázsiai elefántok)                                                          |
|             |                                                                                     |
|             | †Mammuthus (mamutok)                                                                |
|             |                                                                                     |

|  | Elephas (ázsiai elefántok) |
|  |                            |
|  | †Mammuthus (mamutok)       |
|  |                            |

|             | †Palaeoloxodon (őselefántok)                                                        |
|             |                                                                                     |
| Elephantina | \| \| Elephas (ázsiai elefántok) \| \| \| \| \| \| †Mammuthus (mamutok) \| \| \| \| |
|             | \| \| Elephas (ázsiai elefántok) \| \| \| \| \| \| †Mammuthus (mamutok) \| \| \| \| |
|             | Elephas (ázsiai elefántok)                                                          |
|             |                                                                                     |
|             | †Mammuthus (mamutok)                                                                |
|             |                                                                                     |

|  | Elephas (ázsiai elefántok) |
|  |                            |
|  | †Mammuthus (mamutok)       |
|  |                            |

|             | †Palaeoloxodon (őselefántok)                                                        |
|             |                                                                                     |
| Elephantina | \| \| Elephas (ázsiai elefántok) \| \| \| \| \| \| †Mammuthus (mamutok) \| \| \| \| |
|             | \| \| Elephas (ázsiai elefántok) \| \| \| \| \| \| †Mammuthus (mamutok) \| \| \| \| |
|             | Elephas (ázsiai elefántok)                                                          |
|             |                                                                                     |
|             | †Mammuthus (mamutok)                                                                |
|             |                                                                                     |

|  | Elephas (ázsiai elefántok) |
|  |                            |
|  | †Mammuthus (mamutok)       |
|  |                            |

A ránk maradt számos csontlelet alapján fel lehet térképezni a mamutok nemzetségének evolúciós történéseit. A korai fajok zápfogain kevesebb keresztborda figyelhető meg; ezek száma idővel növekedett, ahogyan egyre keményebb eledelhez alkalmazkodtak. Fogaik koronája magasabb lett, akárcsak az azt befogadó koponya is. Ugyanakkor, a súly csökkentése érdekében a koponya megrövidült. Ennek a folyamatnak a végén a rövid és magas koponyájú gyapjas és amerikai mamutok állnak.
A Mammuthus genus első ismert képviselője az afrikai Mammuthus subplanifrons a pliocénből és a M. africanavus a pleisztocénből. Az elsőt tekintik a későbbi formák ősének. Európában a mamutok mintegy 3 millió évvel ezelőtt jelentek meg; első itteni fajuk, a M. rumanus az egész kontinensen elterjedt. Csak zápfoga ismert, amelyen 8–10 keresztborda látszik. 2-1,7 millió évvel ezelőtt fejlődött ki a déli mamut (M. meridionalis), melynek 12-14 bordája volt a fogán és idővel kiszorította a korábbi formát. Őt a sztyeppei mamut (M. trogontherii) váltotta fel, amely Kelet-Ázsiában jelent meg 2-1,5 millió éve és 18–20 bordás zápfoggal rendelkezett. Az amerikai mamutok a Bering-szoroson 1,5 millió éve átkelt sztyeppei mamutpopulációból fejlődtek ki; zápfoguk is azokéhoz hasonló. A sztyeppei mamut szibériai változatából alakult ki 400 ezer éve a 26 keresztbordás gyapjas mamut, amely mintegy 100 ezer éve vándorolt át Észak-Amerikába.
Kb. 80 ezer éve az amerikai mamutok átkeltek a kontinenstől mintegy 10 km-re fekvő kaliforniai Channel-szigetekre, ahol egy törpenövésű (eredeti méretének nagyjából a fele) változat alakult ki belőlük. Őket különálló fajként (M. exilis) ismerik el. Valószínűleg alacsonyabb tengerszintnél úsztak át a szigetekre, és amikor a tengerszint megnőtt, a szigetek területe pedig lecsökkent, a megfogyatkozott élelmiszerforrásokat a kisebb termetű példányok hatékonyabban tudták felhasználni. A szigeteken nagy mamutcsontokat is találtak, de nem tudni, hogy ezek a törpemamutok korai változatai vagy később érkezett konstinensbeli mamutok voltak-e.

### Hibridek
Egy 2011-es genetikai vizsgálat során az amerikai mamut két példányát (egyikük a Huntigton-mamut volt) a gyapjas mamutok egyik alcsoportjába került, ami arra utal, hogy a két faj kereszteződött egymással és utódaik termékenyek voltak. Lehetséges, hogy a köztes morfológiájú M. jeffersonii valójában a két faj hibridje. These findings were unexpected, and other researchers requested further study to clarify the situation.
Egy 2015-ös vizsgálat megerősítette, hogy az amerikai mamut a sztyeppei mamuttól származik, nem pedig a déli mamuttól, mint azt korábban felvetették. Megállapították, hogy a sztyeppei és amerikai mamutok morfológiája annyira hasonló, hogy külön fajként való szerepeltetésük megkérdőjelezhető; ezenfelül valószínűsítették, hogy az amerikai és gyapjas mamutok elterjedési területének határain az átmeneti morfológiájú hibridek metapopulációkat alkottak. Ezt követően genetikai vizsgálatokkal bebizonyították, hogy az amerikai mamut mitokondriális DNS-ének szempontjából a nagyon közel állt a gyapjas mamuthoz és feltehetően kereszteződhettek is egymással.
2021-ben először sikerült egymillió évesnél idősebb DNS-t megszekvenálni: a mintákat két kelet-szibériai, korai pleisztocénből származó mamutfogból nyerték. Az egyik (az Adicsa-folyónál talált) fog 1-1,3 millió éves volt és a későbbi gyapjas mamutok ősének bizonyult. A másik 1,1–1,65 millió éves fog egy eddig ismeretlen leszármazási vonalhoz tartozott, amelynek az amerikai mamutok között voltak rokonai, vagyis mintegy 420 ezer évvel ezelőtt kereszteződött velük. A vizsgálatból az is kiderült, hogy már a sztyeppei mamut is alkalmazkodott a hideghez hosszú szőr növesztésével és zsírtartalékok felhalomozásával.

## A mamut és az ember

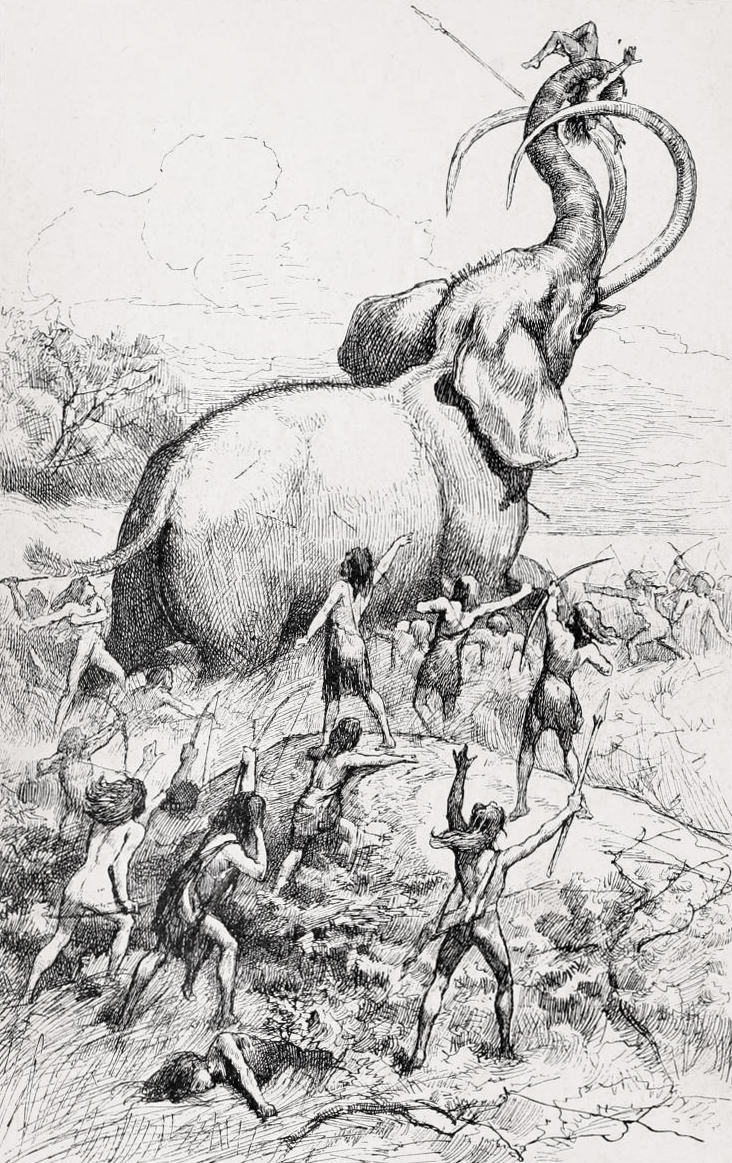
Mamutvadászat (1885-ös rajz)

Az emberek először a Beringi-földszoroson át jutottak át Amerikába és a régészeti leletek tanúbizonysága szerint gyakran vadásztak az amerikai mamutokra. Számos helyen mamutcsontokból készült szerszámokra bukkantak. A mexikói Tocuilában 13 ezer évvel ezelőtt mamutcsont-szerszámokkal bányászták követ a kőeszközökhöz. A dél-dakotai Lange-Ferguson lelőhelyen két mamut maradványai mellett két, 12 800 éves, mamutlapockából készített vágóeszközt tártak fel, amelyekket az állatokat darabolták. Ugyanitt egy csöves mamutcsontból készült kés is előkerült. Az arizonai Murray Springsnél pedig egy mamut combcsontjából készült, 13 100 éves eszközt találtak, amely az eszkimók dárdanyélegyenesítő szerszámára hasonlít.
A legkorábbi lelet, amely mamutok emberek általi feldarabolására utalhat Kansasban került elő és 18-21 ezer éves. A 7 ezer évvel későbbi Clovis-kultúra tagjai már rendszeresen vadásztak mamutokra jellegzetes, levél alakú kőheggyel rendelkező dárdáikkal. Számos helyen tárták fel ezeket a dárdahegyeket mamutcsontokkal együtt, bár egyes szerzők szerint nem aktív vadászatról volt szó, hanem csak az elhullott állatok feldarabolásáról, esetleg véletlen együttes előfordulásról. A vadászelmélet egyik legmeggyőzőbb esete az az arizonai nősténymamut csontváza, amelynek koponyája, lapockája és bordái mellett összesen nyolc Clovis-dárdahegy került elő. Rekonstrukciós kísérletekben ezeket a dárdákat sikerült átdöfni afrikai elefánt bordái között úgy, hogy közben a kőhegy alig sérült.
Más lelőhelyeken közvetett bizonyítékokat találhatunk a vadászatra, mint például halomban fekvő, vágások nyomait mutató csontok. A Dent-lelőhelyen (az 1932-ben feltárt helyszín elsőként nyújtott bizonyítékot az ember mamutvadászatára Észak-Amerikában) és az arizonai Lehner-lelőhelyen több fiatal és felnőtt állat vágásnyomot hordozó csontját tárták fel és egy kor úgy vélték, hogy az emberek itt egy egész csordákat mészároltak le. Újabb izotópvizsgálatok szerint, az állatok különböző évszakokban pusztultak el, vagyis hosszabb ideig fennálló vadásztábor helyszínére bukkanhattak.

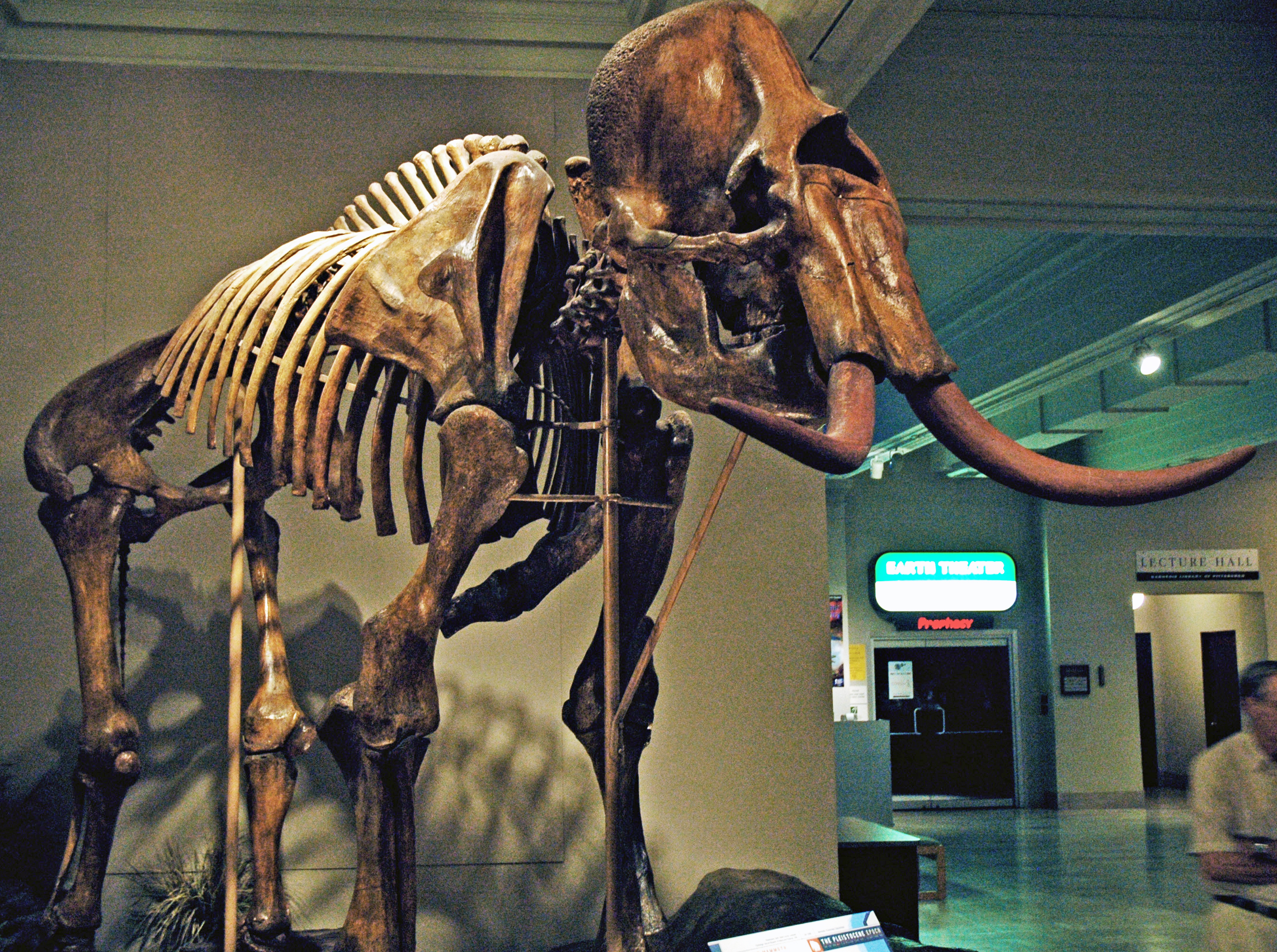
Dárdahegyekkel együtt talált mamutcsontváz

A Colorado-fennsíkon olyan sziklarajzokat találtak, amelyek talán mamutokat vagy masztodonokat ábrázolnak. Floridában rábukkantak egy 13 ezer évesnek becsült csontdarabra, amelybe feltehetően szintén mamutot vagy masztodont karcoltak és egyúttal ez lehet az első amerikai művészeti alkotás is. A utahi San Juan-folyó mentén feltárt 11-13 ezer évesnek tartott sziklarajzok többek között két amerikai mamutot ábrázolnak (boltozatos fejük megkülönbözteti őket a masztodonoktól). Ormányuk végén két ujjszerű kinövés is látszik, mint a gyapjas mamutok képein az európai barlangrajzokon. Rövid agyaraik alapján talán nőstények. Az egyik mamutábrázolásra később rárajzoltak egy bölényt. Újabb vizsgálatok szerint azonban a rajzok kevesebb mint 4 ezer évesek, vagyis jóval a mamutok és masztodonok kihalása után keletkezhettek (és talán csak véletlenül mutattak mamutformát). Az ezeken felüli mamutábrázolásokról kimutatták hogy vagy félreértés vagy szándékos csalás eredményei.
Az USA számos tagállama választ magának "állami kövületet". Az amerikai mamut általánosságban Washington és Dél-Karolina kövülete, míg Nebraskáé az "Archie" becenevű, 1922-ben feltárt csontváz, amely az Egyesült Államok legnagyobb kiállított mamutpéldánya és ma a Nebraskai Egyetem Állami Múzeumában látható.

## Kihalása

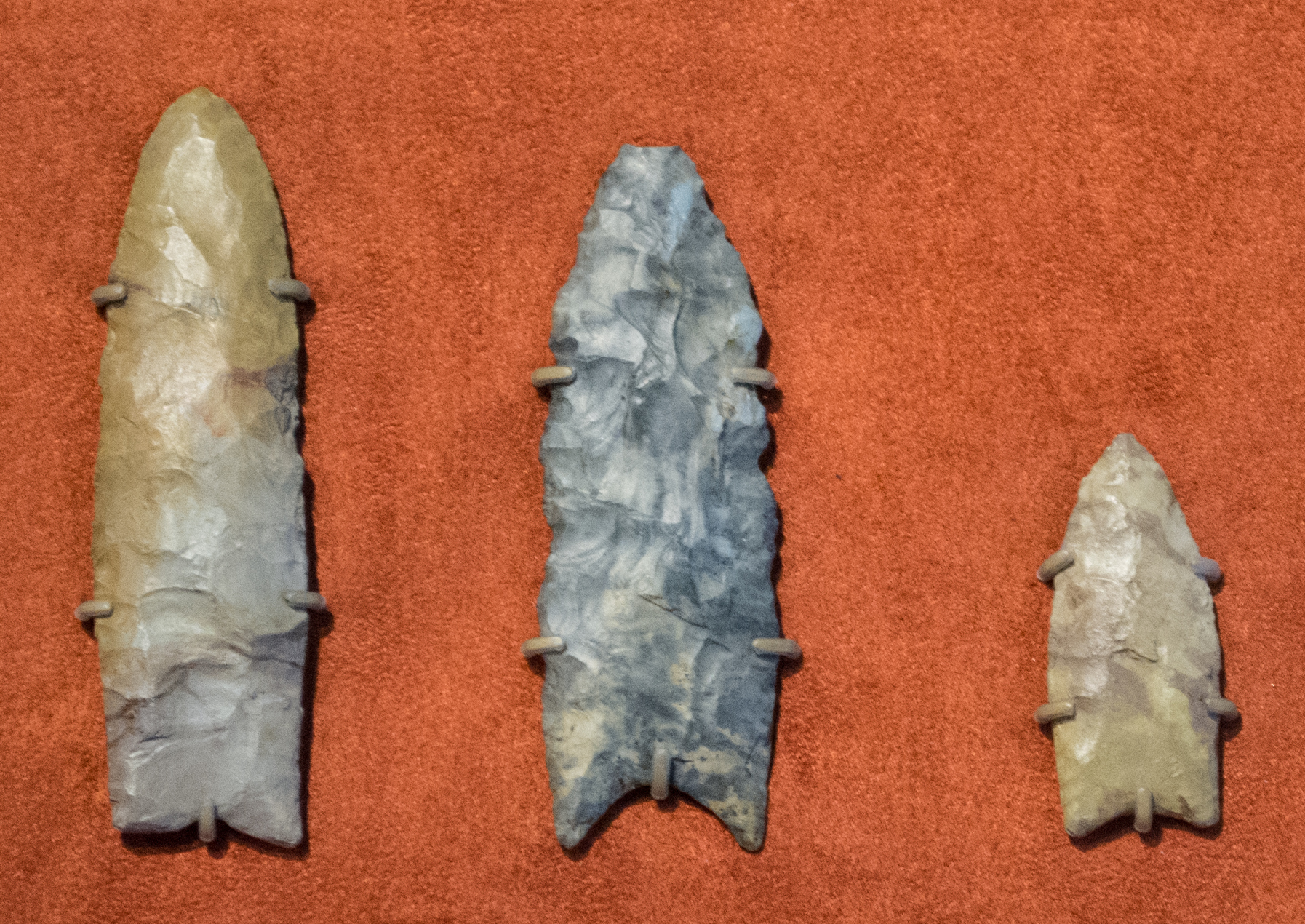
A Clovis-kultúra dárdahegyei

Az amerikai és a gyapjas mamut a pleisztocén megafauna többi tagjával együtt a pleisztocén végén és a holocén elején halt ki. Legfiatalabb maradványait 10 900 évesre becsülik. Kipusztulásuk a negyedidőszaki nagy kihalási hullám része, amely kb. 40 ezer éve kezdődött és 14-11,5 ezer éve érte el a csúcspontját. Ebben az időszakban 40 emlősfaj tűnt el Észak-Amerikából és közülük szinte mind nagyobb volt 40 kg-osnál; a mamutok kihalása minden bizonnyal ebbe a folyamatba illeszkedik.
Kihalásukat az éghajlat megváltozásával, a túlvadászattal vagy a kettő kombinációjával magyarázzák. Az első elmélet szerint a mamutoknak kedvező ligetes-szavannás ökoszisztémákat sűrűbb erdők, illetve kevésbé változatos vegetációval rendelkező prérik, félsivatagok váltották fel. A másik elképzelést, miszerint az emberek irtották ki mamutokat először az 1960-as években vetették fel, elsősorban az ember megjelenésének és a nagytestű állatok eltűnésének időbeli egybeesése alapján. Régészetileg a hipotézis nem igazolható egyértelműen, a 76 ismert Clovis-lelőhelyből csak 14-nél találták meg ormányosok (12 esetben mamut 2-nél masztodon) maradványait. Azonban a Clovis-kultúra emberei még így is rekorderek az ormányosok vadászatában. A túlvadászatot matematikai modellezéssel is sikerült igazolni. Általánosságban mindenesetre elmondható, hogy a nagytestű állatok érzékenyebbek a túlvadászatra, mert populációik kevesebb egyedből állnak és szaporodásuk lassúbb. Másrészt viszont nagyobb zsírtartalékaik miatt jobban elviselik az ideiglenesen rosszabbra forduló éghajlatot vagy könnyebben és gyorsabban vándorolhatnak kedvezőbb adottságú területekre.

## Fordítás
- Ez a szócikk részben vagy egészben  a   Columbian mammoth című angol Wikipédia-szócikk ezen változatának fordításán alapul.  Az eredeti cikk szerkesztőit annak laptörténete sorolja fel. Ez a jelzés csupán a megfogalmazás eredetét és a szerzői jogokat jelzi, nem szolgál a cikkben szereplő információk forrásmegjelöléseként.